# Stadion Ludowy
Stadion Ludowy – stadion położony w Sosnowcu w dzielnicy Stary Sosnowiec.

## Historia

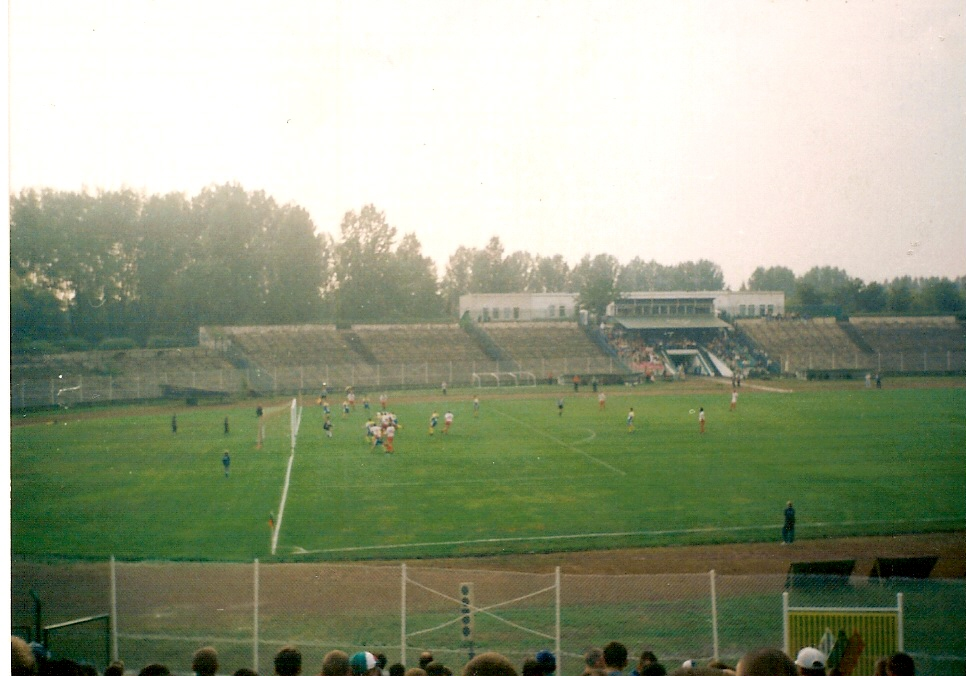
Mecz Zagłębia z Aluminium Konin, 21 sierpnia 1999

Budowę stadionu rozpoczęto w 1954 roku na terenie ówczesnego miasta Szopienice na pięć lat przed włączeniem jego obszaru w granice Katowic. Uroczyste otwarcie obiektu nastąpiło 7 października 1956 r., a pierwszy mecz rozgrywek ligowych odbył się 21 października 1956. W Sosnowcu znalazł się dzięki decyzji administracyjnej o zmianie granic Katowic i Sosnowca w 1960.
Wskutek prac modernizacyjnych na Stadionie Ludowym jesienią 2007 r. gospodarz obiektu Zagłębie Sosnowiec rozgrywało swoje mecze na stadionie MOSiR-u w Wodzisławiu Śląskim. Podczas modernizacji zainstalowano oświetlenie o natężeniu 1524 lx, wyremontowane zostały szatnie, zamontowano podgrzewanie płyty stadionu, wybudowano zadaszenie nad jedną z trybun. W sezonie 2008/2009 Stadion Ludowy miał spełnić wszystkie wymogi licencyjne do gry w Ekstraklasie, a w sezonie 2009/2010 rozgrywały tu swoje mecze „domowe” także dwie krakowskie drużyny – Wisła i Cracovia.
Ostatni mecz ligowy na stadionie Zagłębie rozegrało 18 lutego 2023 r. z Odrą Opole, pomimo tego, że oficjalne pożegnanie odbyło się jeszcze w 2022 r. podczas meczu z Wisłą Kraków. Stało się tak ze względu na opóźnienie prac przy budowie nowego stadionu.

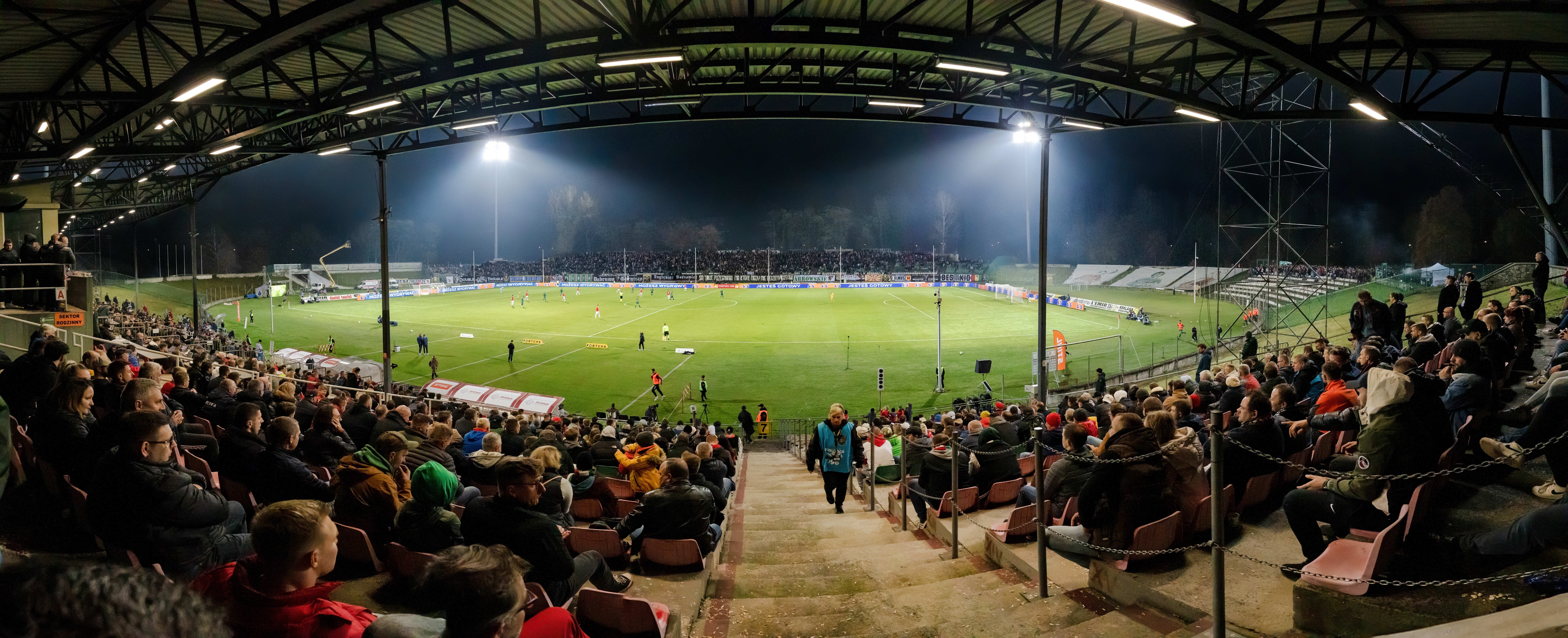
Mecz pożegnania Stadionu: Zagłębie z Wisłą Kraków, 28 października 2022

## Nowy stadion
W maju 2019 roku miasto Sosnowiec podpisało umowę na budowę nowego stadionu dla Zagłębia w dzielnicy Środula, w odległości około 7 kilometrów od Stadionu Ludowego. Budowa rozpoczęła się we wrześniu 2019 i zakończyła się wraz z końcem 2022. 
25 lutego 2023 prezydent miasta Arkadiusz Chęciński, prezes PZPN Cezary Kulesza i legendarni zawodnicy Zagłębia Jerzy Pielok, Zbigniew Myga i Władysław Szaryński uroczyście otworzyli nowy stadion, a gospodarze pokonali GKS 2:1 w obecności kompletu widzów (11 600 kibiców). 
Stadion Ludowy ma pozostać bazą treningową dla drużyny Zagłębia Sosnowiec.

## Dane podstawowe

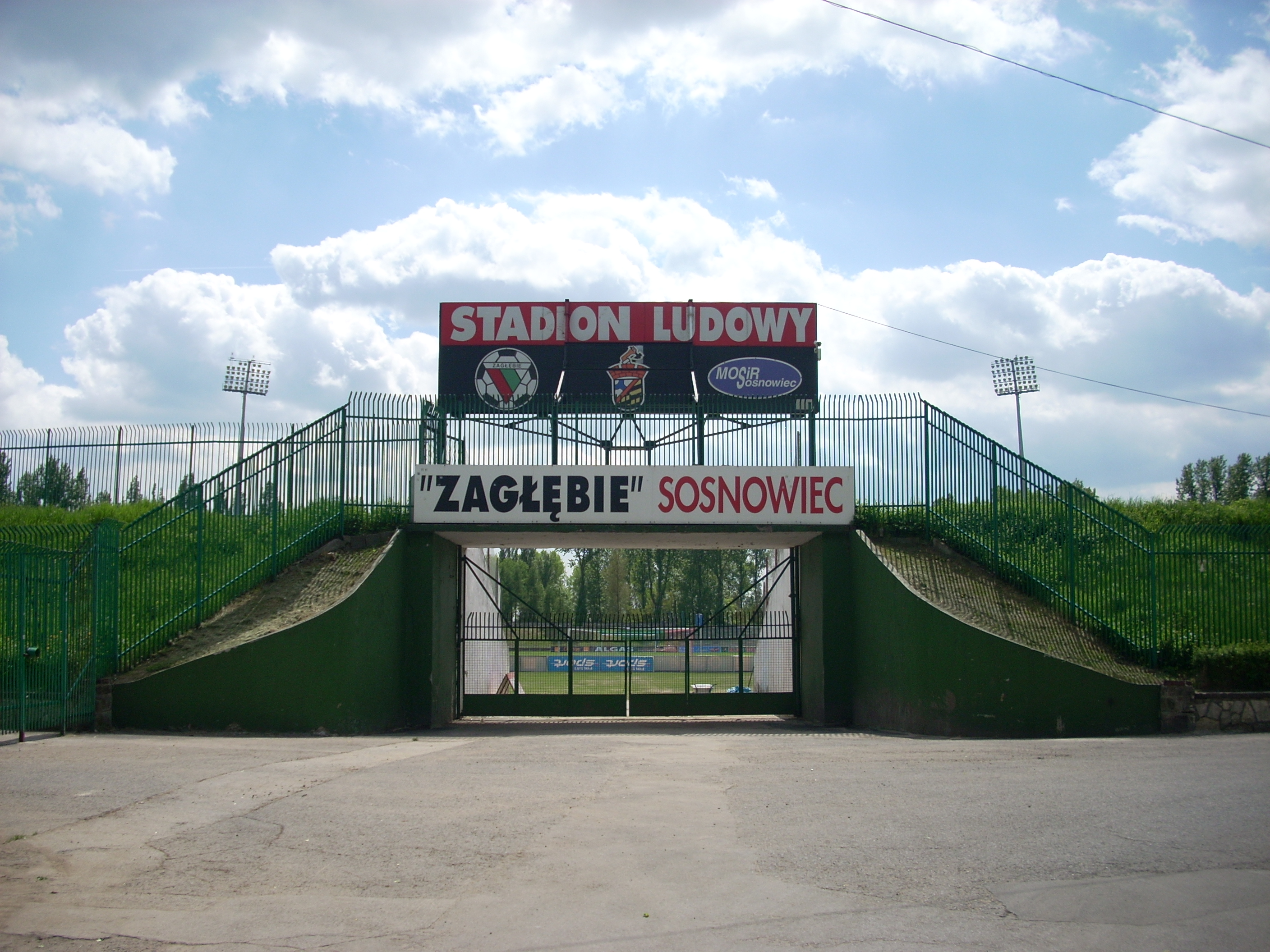
Wejście na Stadion Ludowy.

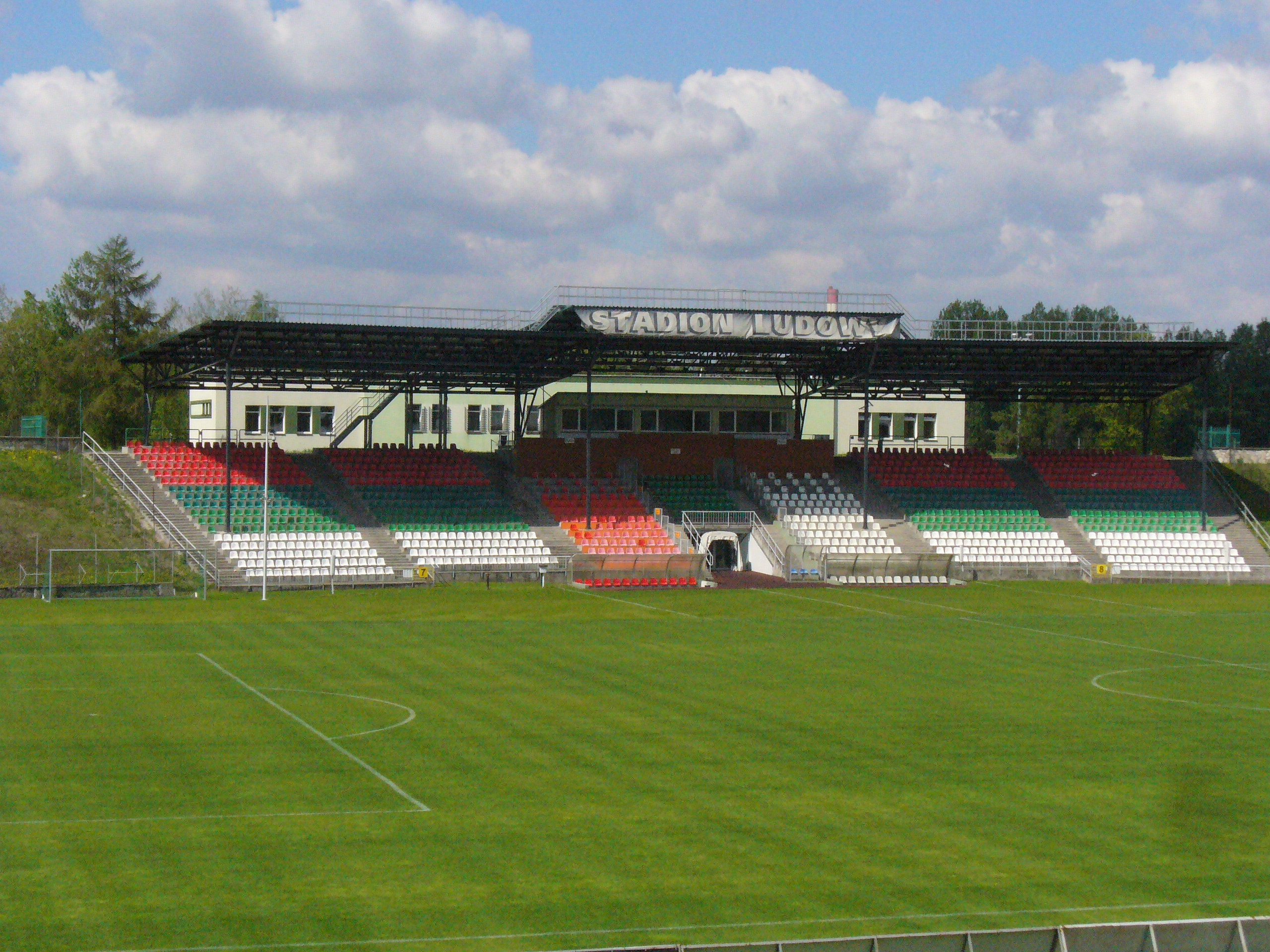
Stadion Ludowy po modernizacji

Otwarcie stadionu: 7 października 1956 r. w meczu inauguracyjnym z pierwszoligowym klubem węgierskim Csepeli Vasas z Budapesztu. 21 października 1956 r. rozegrano pierwszy mecz I ligi Stal  Sosnowiec – Gwardia Bydgoszcz 1-1 (1-0).
Pierwsza bramka: Czesław Uznański, napastnik Stali Sosnowiec w 7 minucie meczu z Gwardią Bydgoszcz 21 października 1956 r.
Oświetlenie: 1524 lx
Murawa: 105 × 68 z ogrzewaną płytą boiska
Pojemność:
- miejsca siedzące: aktualnie 7500[2]
- optymalna maksymalna liczba widzów: 13 000 (podczas imprez artystycznych)[12]

Adres: Sosnowiec ul. Kresowa 1.
Właściciel obiektu: Miejski Ośrodek Sportu i Rekreacji w Sosnowcu.
Rekord frekwencji: 40 000 na meczu Stal Sosnowiec – Gwardia Bydgoszcz 1-1 (1-0) – 21 października 1956